# Sadu
Sadu (veraltet Sad; deutsch Zoodt, Zood oder Sodenbach, siebenbürgisch-sächsisch Tsôt, ungarisch Cód) ist eine Gemeinde im Kreis Sibiu, in der Region Siebenbürgen in Rumänien.

## Lage
Sadu liegt am gleichnamigen Fluss an der Kreisstraße (drum județean) DJ 105G etwa 27 km südlich von Hermannstadt, im Gebiet Mărginimea Sibiului am Fuße des Zibinsgebirges.

## Sehenswertes
- Die Holzkirche 1866 errichtet, steht unter Denkmalschutz.[3]
- Die orthodoxe Kirche Adormirea Maicii Domnului[4] im 18. Jahrhundert errichtet, steht unter Denkmalschutz.[3]
- Ein Gedenkkreuz zu Ehren der im Ersten Weltkrieg Gefallenen des Ortes wurde 1925 errichtet. Dieses Steinkreuz ist eingezäunt und enthält eine Inschrift, die auf die toten Söhne der Gemeinde hinweist.
- Das Eingangstor des Anwesens Haus-Nr. 486 1795 errichtet, steht unter Denkmalschutz.[3]

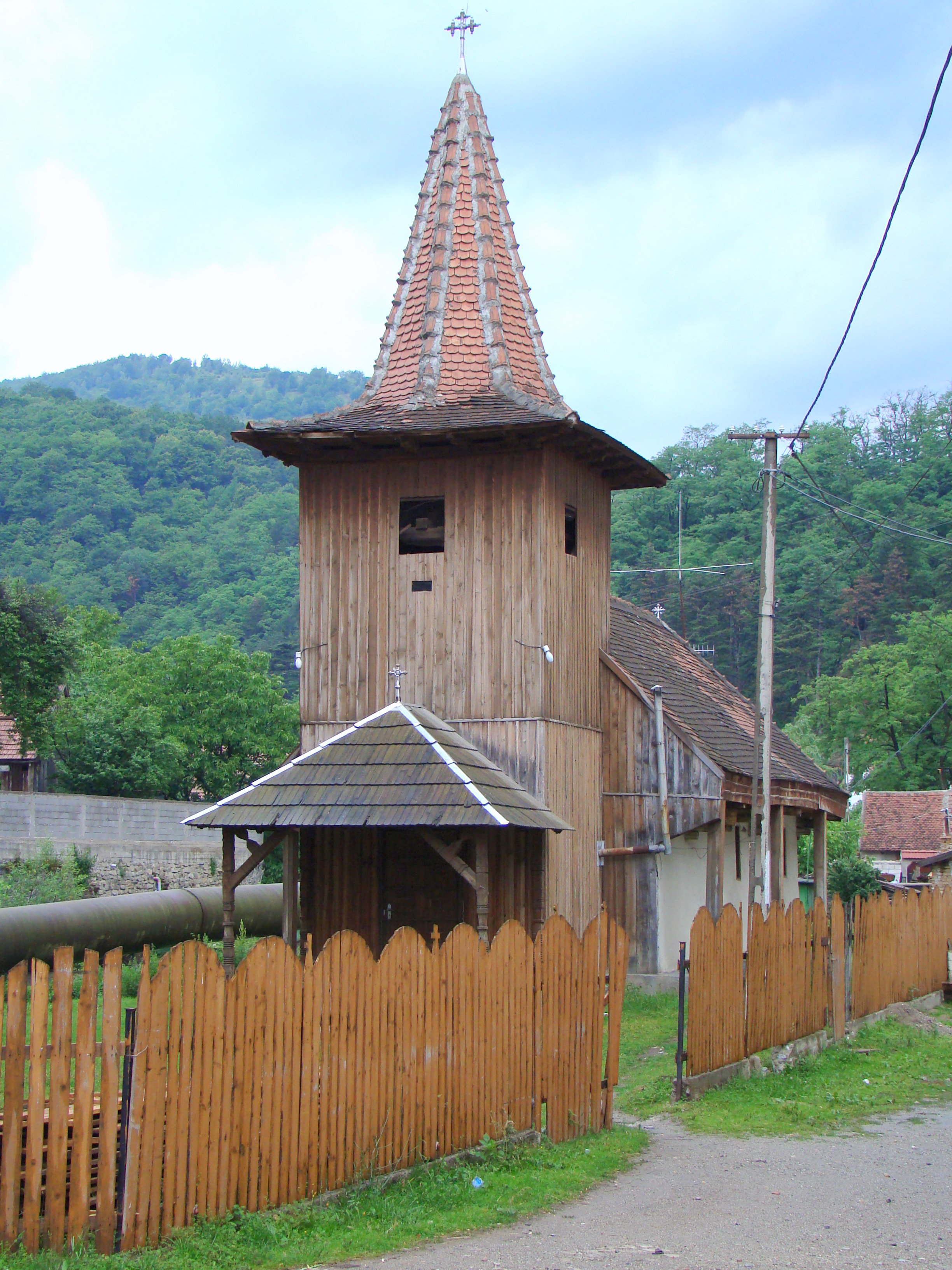
Holzkirche
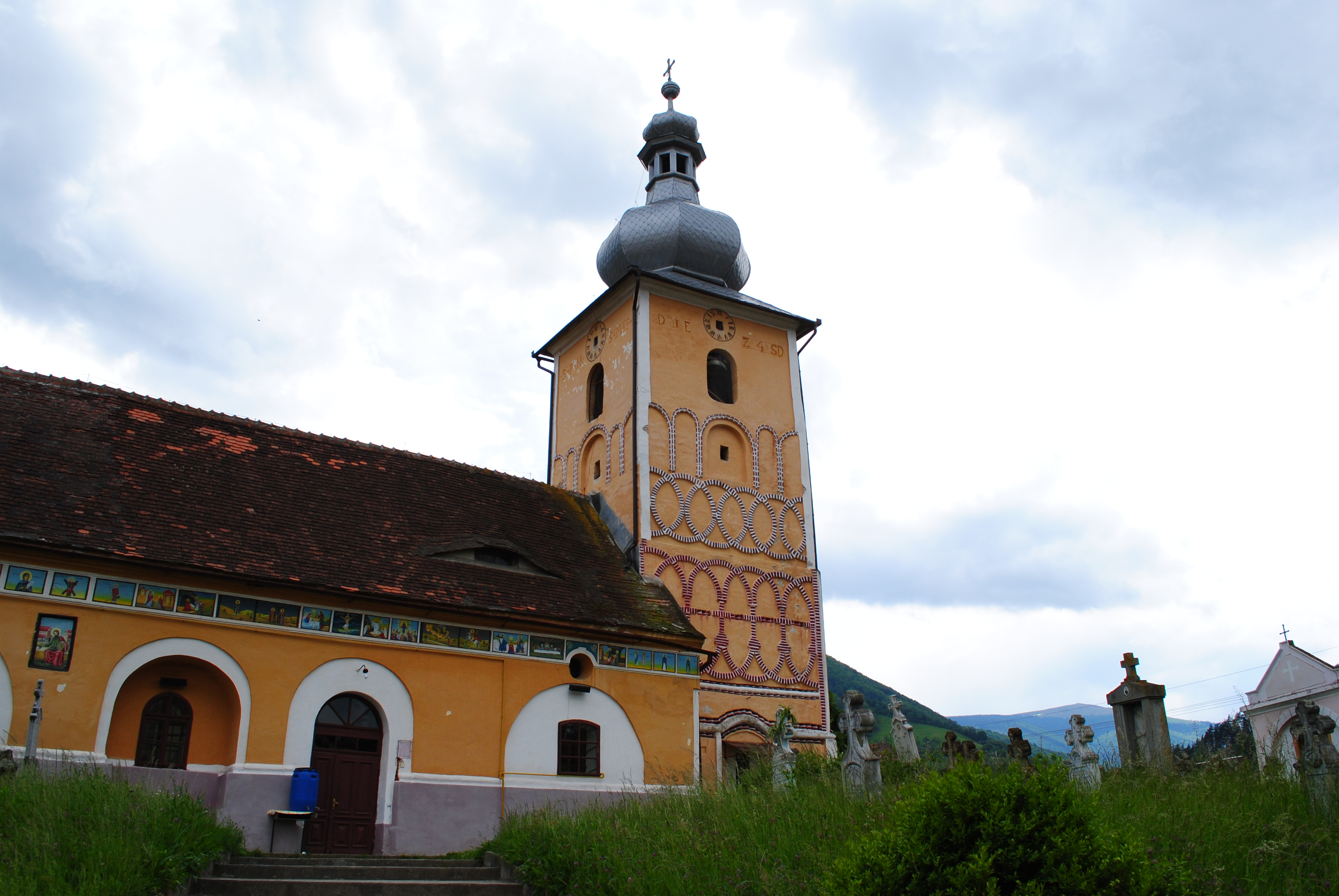
Orthodoxe Kirche
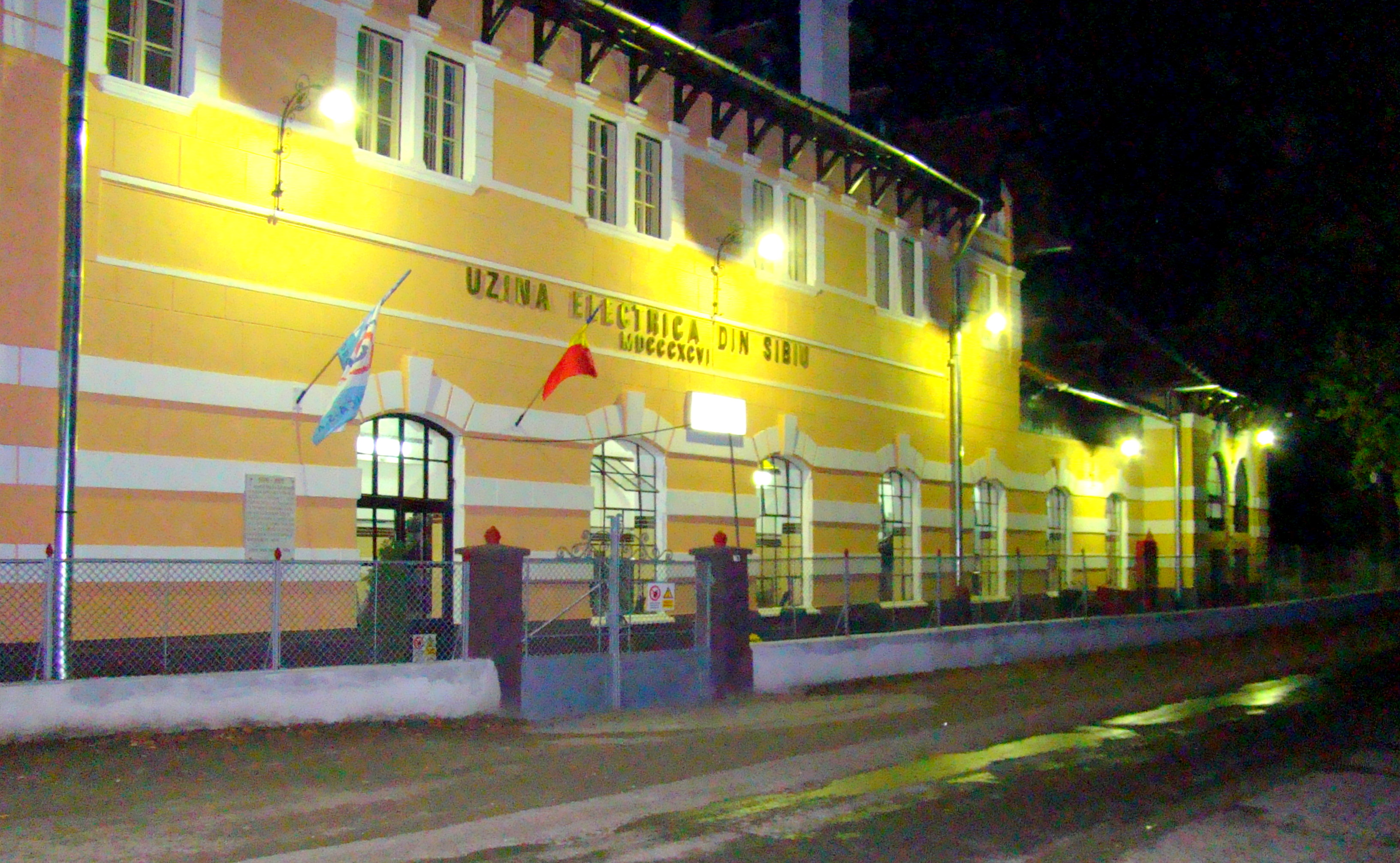
Wasserkraftwerk Sadu I

## Persönlichkeiten
- Ioan Piuariu-Molnar (1749–1815), Ophthalmologe und Schriftsteller
- Inocențiu Micu-Klein (1692–1768), Bischof der Rumänischen griechisch-katholischen Kirche
- Samuil Micu (1745–1806), Theologe, Historiker und Philosoph, Mitglied der Siebenbürgischen Schule